# Terena (Alandroal)
Terena é uma povoação portuguesa sede da Freguesia de Terena do Município do Alandroal, freguesia com 82,97 km² de área e 680 habitantes (censo de 2021), tendo, por isso, uma densidade populacional de 8,2 hab./km². 
A freguesia inclui as localidades de Terena e Hortinhas. Tem o nome alternativo de São Pedro, sendo por vezes também conhecida como São Pedro de Terena.
Localizada no centro do município, a Freguesia de Terena (São Pedro) tem por vizinhos as localidades de Nossa Senhora da Conceição (Alandroal) a nordeste, Capelins a sueste e Santiago Maior a sudoeste, e os Municípios do Redondo a oeste e de Vila Viçosa a norte.

## História
As origens da vila de Terena são muito antigas. O seu primeiro foral foi concedido no século XIII, sendo elaborado pelo Cavaleiro D. Gil Martins e sua mulher D. Maria João.
A toponímia Terena poderá vir do Árabe "at-Tunis", mas não se sabe ao certo.
Já no século XVI, em 10 de outubro de 1514, o Rei D. Manuel I concedeu-lhe o Foral da leitura nova. A vila de Terena desempenhou um importante papel de defesa fronteiriça, através do seu castelo, que integrava a linha de defesa do Guadiana. No seu território desenvolveu-se desde tempos remotos o culto à Virgem Maria (possível fruto da cristianização de cultos pagãos), sendo o seu Santuário, hoje chamado de Boa Nova, já celebrado por Afonso X de Castela nas suas Cantigas de Santa Maria. O concelho de Terena, que abrangia as freguesias de Terena, Capelins e Santiago Maior, foi extinto em 1836, estando desde então integrado no concelho de Alandroal. O concelho tinha, de acordo com o recenseamento de 1801, 1 757 habitantes. Nos finais da década de 1970, foi construída nesta freguesia a Barragem de Lucefécit, que permitiu o desenvolvimento da agricultura de regadio nesta região. Nesta vila decorre anualmente, no Domingo e Segunda-Feira de Pascoela, a afamada e concorrida Romaria de Nossa Senhora da Boa Nova.

## Demografia
A população registada nos censos foi:
| Distribuição da População por Grupos Etários | Distribuição da População por Grupos Etários | Distribuição da População por Grupos Etários | Distribuição da População por Grupos Etários | Distribuição da População por Grupos Etários |
| -------------------------------------------- | -------------------------------------------- | -------------------------------------------- | -------------------------------------------- | -------------------------------------------- |
| Ano                                          | 0-14 Anos                                    | 15-24 Anos                                   | 25-64 Anos                                   | > 65 Anos                                    |
| 2001                                         | 94                                           | 87                                           | 407                                          | 271                                          |
| 2011                                         | 93                                           | 63                                           | 342                                          | 269                                          |
| 2021                                         | 61                                           | 46                                           | 322                                          | 251                                          |

## Associações culturais, recreativas e religiosas
- Associação de Proteção aos Idosos da Freguesia de Terena (APIT)
- Centro de Cultura e Desporto de Terena
- Confraria de Nossa Senhora da Boa Nova
- Confraria do Pão (Monte das Galegas)
- Paróquia de São Pedro de Terena
- Santa Casa da Misericórdia de Terena (atualmente sem atividade)

## Património

### Arquitetura civil
- Antigos Paços do Concelho
- Pelourinho
- São Miguel da Mota Povoado fortificado de Endovélico e Santuário de Endovélico
- Torre do Relógio
- Ponte do Lucefécit

### Arquitetura militar
- Castelo
- Castro de Castelo Velho

### Arquitetura religiosa
- Igreja Matriz de São Pedro
- Igreja da Misericórdia
- Santuário de Nossa Senhora da Boa Nova ou Capela da Boa Nova
- Capela de Santo António
- Ermida de São Sebastião
- Ermida de Santa Clara (ruínas)
- Ermida de Nossa Senhora da Conceição da Fonte Santa